# Hatnua

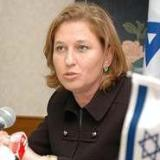
Partijleider Tzipi Livni

Hatnua, ook geschreven als Hat'nua, HaTnua of Hatnuah (Hebreeuws: התנועה, uitspraak: Ha-Tnoe’a) was een Israëlische politieke partij, opgericht door Tzipi Livni.

## Achtergrond
Hatnua ontstond uit de overname van de restanten van Hetz, waaronder het banksaldo van 1,8 miljoen sjekel. De nieuwe partij werd op 27 november 2012 door Livni gepresenteerd, die tot maart 2012 partijleider van Kadima was. In december 2012 stapten zeven knessetleden van Kadima: Yoel Hasson, Robert Tiviaev, Majalli Whbee, Orit Zuaretz, Rachel Adatto, Shlomo Molla en Meir Sheetrit en twee voormalige partijleiders van de Arbeidspartij: Amir Peretz en Amram Mitzna over naar deze nieuwe partij.
Een belangrijk thema van de partij bij de oprichting was het bevorderen van het vredesproces. Andere belangrijk thema's waren de verschillen tussen arm en rijk te verkleinen en milieubescherming. Hatnua was een seculiere zionistische en progressief-liberale partij die in het midden van de Israëlische politiek opereerde.

## Standpunten

### Vredesplatform
Livni stelde op 15 januari 2013 een driestappenplan voor om de onderhandelingen met de Palestijnen te hervatten. De eerste stap zou een volledige overeenstemming met de Verenigde Staten zijn, waarbij de Verenigde Staten de afspraken zouden bevestigen, die met de regering-Bush waren gemaakt. De veiligheid van Israël zou worden gewaarborgd. Er zou een verklaring komen om een eind te maken aan het conflict, resulterend in twee staten. De toekomstige grenzen moesten worden vastgesteld. De belangrijkste nederzettingen zouden binnen de grenzen van Israël blijven. De Palestijnen zouden afzien van terugkeer naar Israël.
De tweede stap zou bestaan uit het verkrijgen van steun van de Europese Unie voor het plan.
De derde stap zou bestaan uit directe onderhandelingen met de Palestijnen, resulterend in een gedemilitariseerde Palestijnse staat, als de veiligheidseisen van Israël waren geregeld. Er werd niet met Hamas, onderhandeld, zolang Hamas Israël niet erkent en terreur niet afkeurt.

### Nivellering
Op sociaal-economisch gebied wil Hatnua de verschillen in inkomen in Israël kleiner maken.

## Deelname aan coalitie Netanyahu III (2013-2014)
De partij behaalde bij de Israëlische parlementsverkiezingen van januari 2013 zes zetels. De volgende kandidaten zijn in de 19e Knesset verkozen: Tzipi Livni, Amram Mitzna, Amir Peretz, Meir Sheetrit, Elazar Stern en David Tzur.
Op 19 februari 2013 maakten Benjamin Netanyahu en Livni bekend dat Hatnua als eerste partij toetreedt tot de nieuwe coalitie van Likoed en Jisrael Beeténoe. Livni zou volgens de overeenkomst de nieuwe Israëlische minister van Justitie worden en ze zou daarnaast een mandaat hebben om het vredesproces met de Palestijnse Autoriteit nieuw leven in te blazen. Ook zou Hatnua een minister van milieu leveren. Dat werd Amir Peretz.
Op zondag 9 november 2014 diende Peretz zijn ontslag in als minister van Milieu bij Livni, omdat hij niet voor de begrotingsplannen van de regering wilde stemmen. Livni vroeg aan Netanyahu om de ministerspost open te laten voor Hatnua.
Op 2 december 2014 ontsloeg Netanyahu zijn coalitiegenoten Yair Lapid van Yesh Atid en Livni van Hatnua en kondigde nieuwe parlementsverkiezingen aan. Netanyahu vond dat binnen de regering oppositie werd gevoerd en beschuldigde Lapid en Livni ervan een 'putsch' tegen hem te plannen. Waarschijnlijk bedoelde hij dat ze de leiding van hem wilden overnemen. Livni heeft de beschuldiging van de hand gewezen.

## Gezamenlijke lijst met de Israëlische Arbeidspartij (2015-2018)
De Beweging (Hatnua) en de Israëlische Arbeidspartij deden met een gezamenlijke lijst, de "Zionistische Unie", aan de verkiezingen van 17 maart 2015 mee. Hatnua kreeg de plaatsen 2, 8, 16, 21, 24 en 25 op de lijst. Ook is overeengekomen dat als ze de verkiezingen winnen, Yitzhak Herzog de eerste twee jaar premier is en daarna door Tzipi Livni wordt opgevolgd.
Elazar Stern vond de samenwerking met de Arbeidspartij een ruk naar links en zei op 20 december 2014 dat hij Hatnua zou verlaten. Hij overwoog om naar Yisrael Beytenu over te stappen. Op 22 december 2014 deelde David Tzur mee met de politiek te stoppen, maar hij vond de samenwerking met de Arbeidspartij wel goed. Op 24 december 2014 deelde Amram Mitzna mee dat hij uit de politiek stapt. Hij wenste Hatnua veel geluk en was blij met de samenwerking tussen Hatnua en de Arbeidspartij. Op 25 december 2014 deelde Meir Sheetrit aan Livni mee dat hij ook Hatnua zou verlaten, waardoor er maar twee Knesset-leden van Hatnua overbleven op de gezamenlijke lijst: Livni en Amir Peretz. De Zionistische Unie behaalde op 17 maart 2014 bij de nationale parlementsverkiezingen 24 zetels, waarvan vijf zetels door politici van Hatnua ingevuld werden: Livni, Peretz, Yoel Hasson, Ksenia Svetlova en Eyal Ben-Reuven.
Op 1 januari 2019 maakte de voorzitter van de Zionistische Unie, Avi Gabbai, tijdens een vergadering van Zionistische Unie een eind aan de gezamenlijke lijst van de Arbeidspartij en Hatnua richting de verkiezingen van 9 april 2019. Livni zei later in een persconferentie dat het niet van tevoren met haar besproken was. Ze verweet Gabbai egocentrisme en zei dat het nu duidelijk werd dat hij niet met haar wou samenwerken.